# Сато, Хиродзи
Хиродзи Сато (3 февраля 1925 года, Префектура Аомори — 4 июня 2000 года) — японский игрок в настольный теннис. Чемпион мира 1952 года в Бомбее (одиночный разряд), призёр чемпионатов Азии по настольному теннису 1952 и 1953 годов.
Знаменит тем, что был первым спортсменом в мире, кто применил ракетку с резиновым (губчатым) покрытием на высочайшем уровне — во время Чемпионата мира. Это дало ему техническое преимущество (некоторыми специалистами оцениваемое как «нечестное»), но именно такими ракетками (с небольшими изменениями) в настольном теннисе играют до сих пор, и таким образом Сато определил современное состояние этого вида спорта.